# آنا فروید
آنا فروید (به آلمانی: Anna Freud) (۳ دسامبر ۱۸۹۵–۹ اکتبر ۱۹۸۲) روانکاو اتریشی و همچنین ششمین و آخرین فرزند زیگموند فروید و مارتا برنایز بود.
او به‌دنبال راه پدرش به روان‌کاوی و به حوزه‌های تازه متولد شده روانکاوی کمک کرد. در کنار ملانی کلاین، او ممکن است بنیان‌گذار روان‌شناسی کودک روانکاوی در نظر گرفته شود.

## زندگی‌نامه
آنافروید در ۳ دسامبر ۱۸۹۵ متولد شد. آنا جوانترین و ششمین فرزند زیگموند فروید و مارتا فروید است. او یک کودک سرزنده و مشهور به شیطنت بود. پدرش زیگموند به دوستش افلیز در سال ۱۸۹۹ نوشت «آنا یک کودک زیبای تخس است.» (انتشارات موزة فروید، ۱۹۹۳).
با وجود آنکه آنا فروید ممکن است بچه برنامه‌ریزی نشده‌ای بوده باشد (او گفت که اگر روش ضدبارداری مطمئن تری در دسترس والدینش بود، او هرگز به دنیا نمی‌آمد) از بین شش فرزند فروید تنها کسی بود که راه او را ادامه داد. (شولتز و شولتز، ۱۹۹۸).
پدرش در نامه ای که به یکی از دوستانش نوشت، تولد او را به جای اینکه با اشتیاق خبر دهد به صورت رویدادی که ناگزیر آن را پذیرفته‌است اطلاع داد و اظهار داشت که اگر نوزاد پسر می‌بود این امر را تلگرافی به او خبر می‌داد (یانگ برول، ۱۹۸۸، به نقل از شولتز، ۱۹۹۶).
آنا، کودکی ناخشنود بود که نسبت به خواهر بزرگترش که مورد حمایت مادرش بود حسادت می‌ورزید و همشیرهای دیگر به او اعتنای نداشتند. او «تجربه کنار گذاشته شدن توسط بچه‌های بزرگتر خانواده و کسی که فقط حوصله آنها را سر می‌برد و نیز احساس کسالت و تنهایی» را به خاطر می‌آورد. (شولتز و شولتز، ۱۹۹۸). هنگامی که رقیبش (که همان خواهرش سوفی بود) در سال ۱۹۱۳ ازدواج کرد. آنا به پدرش نوشت، «من از اینکه سوفی ازدواج کرد خوشحال هستم، چونکه جربحث بی پایانی که بین ما بود برای من وحشتناک بود.» (انتشارات موزه فروید، ۱۹۹۳). با وجود تمامی این ناکامی‌ها، سال تولد آنا، یعنی ۱۸۹۵، به‌طور سمبلیک یا شاید حتی پیشگویانه بود، زیرا با ظهور روانکاوی همزمان بود و دیگر آنکه آنا تنها فرزند فروید بود که راه پدرش را ادامه داد و روانکاو شد. (شولتز وشولتز، ۱۹۹۶). همچنین پدرش نسبت به آنا بی‌توجه نبود، به زودی آنا محبوب پدرش شد و طولی نکشید که وی «همچنانکه به سیگار برگ عادت داشت به خردسالترین دخترش نیز خو گرفت.» (اپیگ نانسی و فارستر، ۱۹۹۲، به نقل از شولتز وشولتز، ۱۹۹۶).
آنا در ۱۴ سالگی بر حسب علاقه اش در جلسات انجمن روان کاوی شرکت می‌کرد با دقت به شرح حالهایی که مطرح وبحث می‌شد گوش می‌داد (شولتز و شولتز، ۱۹۹۸). آنا در۲۲ سالگی، به سبب پیوند عاطفی که با پدرش برقرار کرده بود و نگرانی‌های آنا در مورد آنچه که فروید «امیال جنسی او» می‌نامید، تحلیل وی را آغاز کرد. او رؤیاهای خشونت باری مانند تیراندازی، کشتن، مردن و دفاع از وی در برابر دشمنان، گزارش می‌داد. (شولتز و شولتز، ۱۹۹۶).
بعدها از فروید به خاطر تحلیل کردن دخترش شدیداً انتقاد کردند. یک نویسنده آن را «درمانی غیرممکن که زنا با محارم را دربردارد… و نمایش ادیپی که در دو انتهای کاناپه روان کاوی جریان دارد» خواند. (ماهونی، ۱۹۹۲، به نقل از شولتز، ۱۹۹۸).

## روانکاوی کودک
در سال ۱۹۲۲ آنا فروید مقاله خود با عنوان «غلبه بر خیالات و رویاهای روزانه» را به انجمن روانکاوی وین ارائه داد و به عضویت انجمن درآمد. او به دنبال تحقیقات خود کتابی با عنوان مقدمه ای بر روش تجزیه و تحلیل کودک، در سال ۱۹۲۷ منتشر کرد. وی همچنین در کتاب خود: خود و مکانیسم‌های دفاع (۱۹۳۶) توضیحاتی از مکانیسم‌های دفاعی خود ارائه داده‌است.
آنا فروید هرگز ازدواج نکرد. او زندگی خود را در راه روانکاوی کودکان دچار اختلال هیجانی و پرستاری از پدرش به هنگام دورهٔ طولانی بیماری وی صرف کرد.

## انواع اضطراب
آنا فروید معتقد است، هر شکلی از اضطراب، مشخص‌کنندهٔ مرحلهٔ خاصی از تحول «رابطهٔ موضوعی» است: ۱- اضطراب جدایی: (مانند ترس از بین رفتن و مردن از گرسنگی، ترس از تنهایی و ناتوانی) ۲- ترس از دست دادن «موضوع عشق» ۳- اضطراب اختگی ۴- اضطراب ناشی از قدرت کشاننده‌ها و ۵- اضطراب فرامنی